# Cuspidaria hirasei
Cuspidaria hirasei is een tweekleppigensoort uit de familie van de Cuspidariidae. De wetenschappelijke naam van de soort is voor het eerst geldig gepubliceerd in 1948 door Kuroda.